# Khidistavi
Khidistavi (en géorgien: ხიდისთავი) est un village géorgien de Gourie.

## Population
La population est majoritairement de Géorgiens de confession chrétien orthodoxe